# La Peña, Tantoyuca
La Peña är en ort i Mexiko.   Den ligger i kommunen Tantoyuca och delstaten Veracruz, i den sydöstra delen av landet, 240 km norr om huvudstaden Mexico City. La Peña ligger 121 meter över havet och antalet invånare är 576.
Terrängen runt La Peña är platt. Runt La Peña är det ganska tätbefolkat, med 72 invånare per kvadratkilometer. Närmaste större samhälle är Tantoyuca, 11,7 km sydost om La Peña. Trakten runt La Peña består till största delen av jordbruksmark.